# Jim Parsons
James Joseph "Jim" Parsons (Houston, 24. ožujka 1973.) je američki filmski i televizijski glumac. Najpoznatiji je po ulozi Sheldona Coopera u sitcomu Teorija velikog praska.
2010. osvojio je Emmy nagradu za izvanrednog glavnog glumca u televizijskoj komediji, a 2011. Parsons je osvojio Zlatni globus za najbolji film – komedija ili mjuzikl, obje nagrade za Teoriju velikog praska.

## Rani život
Parsons je rođen u Houstonu, Teksas. Najstariji od dvoje djece. Nakon igranja uloga Kola-Kola ptice u školskoj proizvodnji Elephant's child sa šest godina, Parsons je odlučio postati glumac. Mladi Parsons je bio pod jakim utjecajem sitcoma, osobito Three's Company, Family Ties, i Cosby Show. Pohađao je Klein Oak srednju školu u Spring, Teksasu sjevernom predgrađu Houstona. Nakon što je završio srednju školu, Parsons je dobio dodiplomski stupanj na Sveučilištu u Houstonu. Bio je aktivan tijekom tog vremena, pojavljuje se u 17 predstava u 3 godine. Bio je jedan od osnivača Infernal Bridegroom Productions, i redovito se pojavljivao u kazalištu Stages Repertory. Parsons je upisao diplomsku školu na Sveučilištu u San Diegu 1999. Bio je jedan od sedam učenika prihvaćenih u posebni dvogodišnji program u klasičnom kazalištu. Parsons živi u Los Angelesu. U svibnju 2012., The New York Times je objavio da je Parsons homoseksualac i da je u vezi zadnjih deset godina.

## Filmografija

#### Filmovi
| Godina | Naslov                  | Uloga        |
| ------ | ----------------------- | ------------ |
| 2003.  | Happy End               | Assistant    |
| 2004.  | Garden State            | Tim          |
| 2005.  | The King's Inn          | Sidney       |
| 2005.  | The Great New Wodnerful | Justin       |
| 2005.  | Heights                 | Oliver       |
| 2006.  | 10 Items or Less        | Recepcionar  |
| 2006.  | School for Scoundrels   | Učenik       |
| 2007.  | On the Road with Judas  | Jimmy Pea    |
| 2007.  | Gardener of Eden        | Spim         |
| 2011.  | The Big Year            | Crane        |
| 2011.  | The Muppets             | Human Walter |

#### Televizijske uloge
| Godina        | Naslov                    | Uloga          |
| ------------- | ------------------------- | -------------- |
| 2002.         | Ed                        | Chet           |
| 2003.         | Why Blitt?                | Mike           |
| 2004.         | Taste                     | Kris           |
| 2004. – 2005. | Judging Amy               | Rob Holbrook   |
| 2007. – 2019. | Teorija velikog praska    | Sheldon Cooper |
| 2009.         | Family Guy                | Sheldon Cooper |
| 2010.         | Glenn Martin, DDS         | Draven         |
| 2011.         | The Super Hero Squad Show | Nightmare      |
| 2011.         | iCarly                    | Caleb          |
| 2011.         | Eureka                    | Jeep/Carl      |
| 2017.         | Mladi Sheldon             | Sheldon Cooper |

## Vanjske poveznice
- Jim Parsons u internetskoj bazi filmova IMDb-u (engl.)